# Чокулеску, Шербан
Шербан Чокулеску (рум. Șerban Cioculescu; 7 сентября 1902, Бухарест — 25 июня 1988, Бухарест) — румынский литературовед, историк литературы, критик, журналист, публицист, библиофил и редактор. Педагог, доктор наук, профессор румынской литературы Университетов Ясс и Бухареста. Член Румынской академии (с 1974).

## Биография

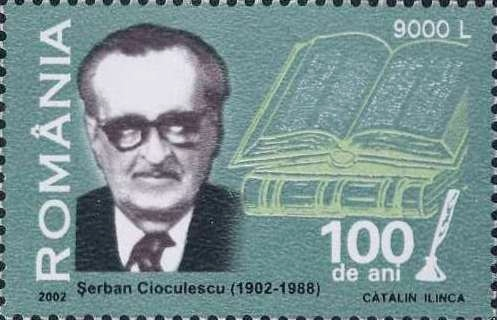
Почтовая марка Румынии 2002 г., посвящённая 100-летию со дня рождения Ш. Чокулеску

Сын инженера. Окончил факультет филологии и философии Бухарестского университета, где специализировался на изучении французского языка. Среди его преподавателей были историки Н. Йорга и В. Пырван.
В 1923 году получил научную степень в Бухарестском университете защитив диссертацию по французской литературе. В 1926—1928 годах занимался исследованиями древнеримской филологии в Париже.
С 1924 по 1946 год учительствовал в школе г. Гэешти. С 1945 года — доктор наук. Член Румынской академии (с 1974). [1]
С 1923 году сотрудничал с рядом румынских газет и журналов (Adevărul, Revista Fundațiilor Regale, Kalende, Viața, Curentul literar, Ecoul, România liberă, Ramuri).
Вёл переписку с И. Л. Караджале, П. Зарифополом и Т. Аргези. Автор биографий этих писателей, считается одним из ведущих экспертов по их творчеству. Был литературным обозревателем работ И. Л. Караджале.
Является одним из выдающихся румынских критиков межвоенного периода, принимал участие в культурных дебатах своего времени, сторонник секуляризма, участник широкой полемики с традиционалистскими и националистическими представителями румынской прессы. С самого начала своей карьеры Чокулеску был отмечен избирательным подходом к литературному модернизму и авангардизму.

## Избранные публикации
- Corespondența dintre I.L. Caragiale și Paul Zarifopol (1935)
- Viața lui Ion Luca Caragiale (1940)
- Aspecte lirice contemporane (1942)
- Introducere în poezia lui Tudor Arghezi (1946), ediție revăzută (1971)
- Dimitrie Anghel. Viața și opera (1945)
- Documente inedite (1964)
- Ion Luca Caragiale (1967)
- Aspecte literare contemporane (1972)
- Caragialiana (1974)
- Argheziana (1985)
- Eminesciana (1985)

Публицистика
- Varietăți critice (1966)
- Medalioane franceze (1971)
- Amintiri (1973)
- Prozatori români (1977)
- Poeți români (1982)
- Itinerar critic, vol. I—V, (1973—1989)
- Dialoguri literare (1987)